# Chambre close
Un mystère ou une énigme en chambre close est une forme particulière de roman policier. L'intrigue tourne le plus souvent autour d'un meurtre commis dans une pièce hermétiquement fermée, d'où l'assassin n'a pu s'échapper après le crime. De nombreuses variantes existent : un crime perpétré sur une plage où n'apparaît aucune trace de pas, un cadavre qui disparaît d'un local entièrement scellé ou encore un assassinat qui a eu lieu alors que personne n'a pu entrer. L'idée de base est celle du « meurtre impossible ». Plusieurs auteurs se sont particulièrement illustrés dans ce genre : G. K. Chesterton, John Dickson Carr et Paul Halter.
La plupart des énigmes en chambre close appartiennent à la catégorie du whodunit (contraction de « Who [has] done it? » litt. « qui l’a fait ? »).

## Histoire
Dans la Bible, l'histoire de Bel et le dragon, où le prophète Daniel démontre comment des offrandes peuvent disparaître d'un temple scellé sans intervention surnaturelle, est parfois décrit comme un prototype du mystère en chambre close.
À l'époque moderne, le précurseur du genre est le Double Assassinat dans la rue Morgue (1841) d'Edgar Poe dans son recueil de nouvelles Histoires extraordinaires, traduites par Baudelaire. Puis vient La Pierre de lune de Wilkie Collins en 1868. En effet, ces deux œuvres intègrent partiellement l'idée de « chambre close ».
C'est le cas également de La Chambre du crime (1874) d'Eugène Chavette, une « comédie policière » avec cependant un traitement sérieux du mystère.

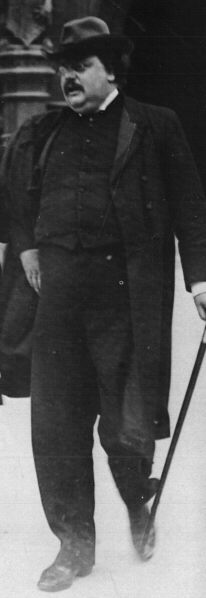
G. K. Chesterton, créateur et inspirateur de nombreuses énigmes en chambre close.

Le premier roman policier qui repose véritablement sur le principe de la chambre close est Le Mystère de Big Bow d'Israel Zangwill (1891). Il est suivi d'une longue postérité littéraire, dont Le Mystère de la chambre jaune de Gaston Leroux, dont John Dickson Carr juge qu'il est « le meilleur roman policier jamais écrit », plusieurs enquêtes du Père Brown de G. K. Chesterton et de nombreux romans de John Dickson Carr, notamment Trois cercueils se refermeront, Celui qui murmure, Le Sphinx endormi et La Chambre ardente. 
De nombreux auteurs de whodunit ont relevé le défi : Conan Doyle, Jacques Futrelle, Edgar Wallace, Agatha Christie (Le Crime de l'Orient-Express, etc.), Ellery Queen, Boileau-Narcejac, Dorothy L. Sayers, Robert van Gulik, Maj Sjöwall et Per Wahlöö, Elizabeth George, Stieg Larsson...

## Typologie
Au chapitre 17 de son roman Trois cercueils se refermeront (1935), John Dickson Carr cite un exposé de Gideon Fell qui propose un inventaire des diverses énigmes de chambre close :
1. il ne s'agit pas d'un meurtre mais d'une série de coïncidences résultant en un accident qui a l’air d'un meurtre ; on croit à une mort criminelle alors qu'il s'agit d'une mort accidentelle ;
2. il s'agit d'un meurtre mais la victime a été poussée à se suicider ou à provoquer sa propre mort accidentelle (victime rendue folle par un gaz, victime hypnotisée, etc) ;
3. il s'agit d'un meurtre, commis à l'aide d'un dispositif mécanique introduit auparavant et dissimulé dans une pièce du mobilier ;
4. il ne s'agit pas d'un meurtre mais d'un suicide déguisé en meurtre ;
5. il s'agit d'un meurtre dans lequel on croit que la victime est vivante dans la pièce close alors qu'elle est déjà morte : le meurtre est censé se dérouler après l'entrée de la victime dans la pièce ;
6. il s'agit d'un meurtre qui semble avoir été commis à l'intérieur de la pièce close, alors qu'il a été commis par quelqu'un qui se trouve à l'extérieur ;
7. il s'agit d'un meurtre dans lequel on croit que la victime est morte dans la pièce close alors qu'elle est encore vivante : la victime est endormie dans la chambre close et tuée après l'ouverture de la porte.

## Variantes
Diverses œuvres de littérature policière pour la jeunesse[Lesquelles ?] relèvent du mystère en chambre close, par exemple des romans de Caroline Quine, des mangas comme Détective Conan ou des visual novels[Lesquels ?] (forme de roman avec les images des personnages, des musiques, les voix activables ou non et des choix sauf dans le cas présenté ici qui n'est qu'a lire et a résoudre )  Umineko no naku koro ni.
Le concept de la chambre close se retrouve également dans la science-fiction avec Les Cavernes d'acier et Face aux feux du soleil d'Isaac Asimov.

## Exemples
- Edgar Allan Poe, Double Assassinat dans la rue Morgue (1841)[1] : une femme et sa fille sont assassinées dans une pièce inaccessible et verrouillée de l'intérieur. La gorge de la mère est tranchée si profondément que sa tête en est presque détachée du corps. La fille a été étranglée et violemment encastrée dans le conduit de la cheminée. La force de plusieurs personnes est nécessaire pour l'en extraire.
- Edgar Wallace, Les Quatre Justiciers (1905) : un ministre britannique est assassiné alors qu'il est seul dans une pièce verrouillée de l'intérieur et protégée de l'extérieur par des policiers. La chambre est vide et les faits se sont déroulés au moment exact où les meurtriers l'avaient annoncé. La cause de la mort est indéterminée.
- Gaston Leroux, Le Mystère de la chambre jaune (1907)[1] : dans un château appartenant à un physicien renommé qui y mène des expériences, sa fille Mathilde est victime d'une tentative de meurtre dans une chambre peinte en jaune adjacente au laboratoire, dont la porte est fermée de l’intérieur et les volets clos.
- Arthur Conan Doyle, La Vallée de la peur (1914)[1] : un homme est abattu et défiguré avec un fusil à canon scié dans un château imprenable et dont la seule entrée est scellée. Ce roman est le quatrième mettant en scène Sherlock Holmes. Les chambres closes sont un classique des mystères que doit résoudre le célèbre détective puisqu'elles sont aussi présentes dans Le Signe des quatre (1890), Le Ruban moucheté (1892), Le Tordu (1894) et Le Pensionnaire en traitement (1894)
- Dorothy L. Sayers, Lord Peter et le Mort du 18 juin (1932) : un homme est trouvé sur un rocher isolé du rivage, la gorge tranchée. Le crime est si récent que le sang de la victime n'a pas encore coagulé. Les occupants d'un bateau de pêche situé à moins de 90 m du lieu du crime jurent que personne ne s'est approché du rocher. Il n'y a aucune trace de pas sur le sable, hormis celles de la femme qui a découvert le corps et celles du mort.
- John Dickson Carr, Trois cercueils se refermeront (1935)[1] : pendant une nuit d'hiver londonienne, deux meurtres sont commis à intervalles rapprochés. Dans le premier cas, le cadavre est découvert dans une chambre close de l'intérieur, alors que des gens se tenaient devant la porte. Dans le second cas, la victime marchait seule au milieu d'une impasse quand elle a été tuée à bout portant. Personne n'a été trouvé à proximité et le coupable avait la retraite coupée par trois personnes, dont un policier, qui se sont rués vers le lieu du crime après avoir entendu la détonation. Il n'y a pas de traces de pas sur la neige.
- Agatha Christie, Dix Petits Nègres (1939) : dix personnages, dont chacun, dans le passé, a perpétré un homicide contre lequel la justice est impuissante, sont invités à se rendre sur une île. Bien qu'ils en soient alors les seuls résidents, ils sont mystérieusement assassinés les uns après les autres, d'une façon qui rappelle inexorablement les dix couplets d'une comptine. Un sous-chef et un inspecteur de police tentent de percer le mystère de la mort des dix petits nègres. Ils passent en revue chacun des invités, et voient la possibilité de chacun d'être le meurtrier. Malheureusement, au vu des indices découverts sur les lieux du crime, ils en déduisent qu'aucun d'eux n'aurait logiquement pu tuer tous les autres puis se suicider.